# Ectinosoma dentatum
Ectinosoma dentatum är en kräftdjursart som beskrevs av Adolphe Adolf Steuer 1940. Ectinosoma dentatum ingår i släktet Ectinosoma och familjen Ectinosomatidae. Inga underarter finns listade i Catalogue of Life.